# 佔領英國領事館
佔領英國領事館（Occupy British Consulate），是指由2014年10月3日至2015年3月29日，在香港為關注中英聯合聲明落實情况而發起的佔領行動。

## 過程

### 10月
於10月3日，發起人馬駿朗連同幾名示威者，佔領英國駐港總領事館。佔領其間，曾經有的士故意撞向佔領區。英國領事館於同月16日採取行動，加設鐵欄及清走佔領人士物資，同时勸喻離開，其後佔領者撤退。

### 11月
發起佔領的五百人佔領英國領事館，在社交網絡呼籲及號召市民同月21日再次佔領英國駐港總領事館。11月21日當日，有60名市民響應號召，下午到金鐘英國領事館外示威，開拓雨傘革命佔領區範圍至毗鄰英國領土，要求英國政府履行《中英聯合聲明》的法律責任，介入香港政改問題，以實際行動支援香港人爭取真普選。活動召集人，21歲的中學生馬駿朗表示，英國身為《中英聯合聲明》的簽署國，有責任以實際行動支援香港人爭取真普選。他已讀過《中英聯合聲明》條文，批評英國與中國簽署《聯合聲明》時「背叛」了香港人。警方派出30多人維持秩序，不少外國傳媒到場採訪，英國領事館派員接收請願信。11月24日警方清晨要求英國駐港總領事館門外的示威者搬走阻塞道路的障礙物。到早上，警方派出幾十名警員，到領事館對出的法院道，移走部分鐵馬及橫額，期間並沒有遇到阻撓。唯有一名坐在路上的示威者不肯離開，幾名警員合力將他抬離現場，警員又將示威者的帳幕，搬到旁邊的示威區位置。